# کاندلا (کومونه)
کاندلا (به ایتالیایی: Candela) یک کومونه در ایتالیا است که در استان فوجا واقع شده‌است. کاندلا ۹۶ کیلومتر مربع مساحت و ۲٬۷۳۹ نفر جمعیت دارد و ۴۷۴ متر بالاتر از سطح دریا واقع شده‌است.

## خواهرخوانده
شهر Pescasseroli خواهرخواندهٔ کاندلا (کومونه) هست.